# Райнхард фон Геминген (1645 – 1707)
Райнхард фон Геминген (на немски: Reinhard Freiherr von Gemmingen-Hornberg; * 21 декември 1645 в Некарцимерн; † 29 юли 1707 в Базел) е фрайхер, благородник от стария алемански рицарски род Геминген в Крайхгау в Баден-Вюртемберг от линията „Б (Хорнберг) на фрайхерен фон Геминген“, господар на замък Хорнберг над Некарцимерн, Трешклинген (днес в Бад Рапенау), Бабщат (днес в Бад Рапенау), Михелфелд (днес в Ангелбахтал), Байхинген (днес във Фрайберг ам Некар) и Волфскелен (днес в Ридщат) и фогт на Маркграфство Баден-Дурлах в Рьотелн.
Той е четвъртият син на Вайпрехт фон Геминген (1608 – 1680) и първата му съпруга Анна Бенедикта фон Геминген-Фюрфелд (1614 – 1647), дъщеря на Фридрих фон Геминген-Фюрфелд (1587 – 1634) и Анна Сибила Грек фон Кохендорф (1594 – 1671). Баща му се жени втори път 1649 г. за фрайин Катарина фон Хоенфелд (1608 – 1665) и трети път за Сабина фон Волмарсхаузен.
Брат е на Ерфо (1641 – 1688), Вайпрехт (1642 – 1702), господар на Хорнберг, и Уриел фон Геминген (1644 – 1707), господар в Рапенау. След смъртта на баща му (1680) братята първо управляват заедно и през 1688 г. се разделят.
Райнхард фон Геминген започва след следването си и пътувания служба в Баден. От 1674 до 1694 г. той е фогт в Рьотелн. През 1677 г. като дворцово момче той е в ескорта на маркграф Фридрих Магнус (1647 – 1709) при неговото честване в Дурлах. През 1688 г. той се издига на президент на тайния съвет на Маркграфство Баден-Дурлах и като заместник на маркграф Фридрих Магнус получава ключовете на град Дурлах. По-късно той става главен маршал.
Дворецът в Трешклинген и селището Байхинген са разрушени от френската войска през Войната за Пфалцкото наследство. През 1697 г. на път за Некарцимерн той е нападнат от патрул и окраден.
Синовете му се разделят на три линии.

## Фамилия
Райнхард фон Геминген се жени на 1 маи 1673 г. в замък Хорнберг за фрайин Мария Елизабета фон Найперг (* 1652, Швайгерн; † 4 март 1722, Хорнберг), дъщеря на фрайхер Бернхард Лудвиг фон Найперг (1619 – 1672) и Хелена Магдалена фон Халвайл (1623 – 1668). Тя донася зестра половината от селището Байхинген, част от Дауденцел и права в Хаузен и Масенбах. Те имат децата:
- Бенедикта Хелена (* 10 май 1674, Хорнберг; † 9 януари 1746, Гутенберг), омъжена на 17 декември 1692 г. в Некарцимерн за Фридрих Кристоф фон Геминген (* 14 юни 1670, Гутенберг; † 14 октомври 1702, при Хюнинген в битка), син на Волф Фридрих фон Геминген (1644 – 1690) и Ева Мария Гьолер фон Равенсбург (1639 – 1691)
- Августа София (1676 – 1723), дворцова дама на принцесата фон Валес
- Райнхард (1677 – 1750), женен за Мария Магдалена Амалия фон Кюншперг цу Турнау
- Мехтилд (* 1680; † 5 април 1761, Насау), омъжена 1701 г. за фрайхер Йохан Фридрих Франц фон и цу Щайн цу Насау (* 1676; † 6 януари 1717, Насау)
- Катарина Бенигна (1682 – сл. 1744)
- Еберхард (1684 – 1686)
- Мария Кристина (1686 – 1748), омъжена 1708 г. с фрайхер Филип Райнхард Лангверт фон Зимерн (1672 – 1729)
- Еберхард (* 2 септември 1688, Льорах; † 3 януари 1767, Люксембург), фрайхер, комендант на Люксембург, женен на 30 април 1708 г. във Видерн за фрайин Анна Клара фон Циленхардт (* 9 август 1685, Видерн; † 18 януари 1768, Трешклинген)
- Фридрих (* 6 юни 1691, Некарцимерн; † 2 ноември 1738, Некарцимерн), фрайхер, женен I. на 18 октомври 1718 г. в Кьонген за фрайин Мария Фландрина Тумб фон Нойбург (* 1698; † 17 юли 1727, Некарцимерн), II. на 6 декември 1727 г. в Бьодигхайм за фрайин Вилхелмина Леополдина Рюдт фон Коленберг (* 28 януари 1702, Айбигхайм; † 14 септември 1763, Бьодигхайм)
- Лудвиг (* 27 септември 1694, Хорнберг; † 26 юли 1771, Хорнберг), фрайхер, министър, женен I. на 18 септември 1740 г. за Розина Доротея фон Щайнберг (* 20 декември 1697, Боденбург; † 13 декември 1749, Целе), II. на	23 юли 1755 г. в Геминген за фрайин Албертина Регина фон и цу Геминген (* 14 ноември 1740, Геминген; † 27 август 1779, Хайлброн), дъщеря на фрайхер Фридрих Якоб фон и цу Геминген и Клара Фридерика Грек фон Кохендорф
- Мария София (1697 – 1746)